# Massimo Miglio
Massimo Miglio (Roma, 1942) è uno storico italiano presidente dal 2001 al 2023 dell'Istituto Storico Italiano per il Medio Evo (ISIME).

## Biografia
Laureato in Storia medievale con Arsenio Frugoni presso l'Università di Roma La Sapienza, è stato docente di Paleografia latina presso la Scuola di Paleografia, Diplomatica ed Archivistica dell'Archivio Segreto Vaticano e della Biblioteca Apostolica Vaticana, di Letteratura umanistica presso la Facoltà di Lettere e Filosofia dell'Università degli Studi di Salerno, di Storia medioevale presso la Facoltà di Magistero dell'Università degli Studi di Bari e presso la Facoltà di Lingue e letterature straniere dell'Università di Viterbo e dal 1990-1991 presso la Facoltà di Conservazione dei Beni culturali della stessa Università.
Ha fondato nel 1984 l'associazione Roma nel Rinascimento di cui è stato presidente fino al 2001. Ha collaborato, con responsabilità direttive, al Repertorium fontium historiae medii aevi, edito dall'Istituto storico italiano per il Medio Evo.
I suoi interessi scientifici si rivolgono alla storia sociale e culturale del Medioevo, con particolare riferimento alla storia di Roma. Creando connessioni con la letteratura è stato fra i pionieri della cultural history. Ha partecipato, come relatore, a numerosi convegni italiani e internazionali; è membro di comitati scientifici di riviste italiane e straniere. È autore di monografie, saggi e articoli su riviste nazionali e internazionali, tradotti anche in lingua straniera. È direttore della Scuola Nazionale di studi storici medioevali. È socio dell'Accademia dei Lincei e dei Monumenta Germaniae Historica.

## Opere
La sua bibliografia comprende oltre duecento titoli tra saggi, articoli e volumi. Tra questi:
- Storie di Roma nel Quattrocento, Roma, ISIME, 2016.
- Scrittura del sacro: Roma medievale, Roma, Storia e letteratura, 2013.
- Nostalgia del paradiso: il giardino medievale, con F. Cardini, Roma, Laterza, 2006

| Controllo di autorità | VIAF (EN) 261851987 · ISNI (EN) 0000 0003 8162 0713 · SBN CFIV003080 · BAV 495/121961 · LCCN (EN) n86002571 · GND (DE) 1024934047 · BNE (ES) XX1766161 (data) · BNF (FR) cb12689203w (data) · J9U (EN, HE) 987007280159405171 |